# BazarChic
BazarChic est une entreprise française de commerce électronique créée en 2006 par Liberty Verny et Nathalie Gillier. BazarChic repose sur le concept de ventes privées(ouvertes à tous sans nécessité d'être membre inscrit, depuis 2023). Ainsi l'entreprise propose chaque jour 14 nouvelles ventes premium dites « événementielles » de produits haut de gamme de grandes marques. Les remises sur les produits sont affichées comme correspondant à des réductions allant jusqu'à -70% sur les prix constatés en boutique,. BazarChic se spécialise dans les univers de la mode, de la maison, du vin et de l'épicerie fine.
Filiale du Groupe Galeries Lafayette depuis 2016, BazarChic regroupe 180 collaborateurs et est dirigée depuis 2019 par Elisabeth Cazorla.

## Histoire
La société BazarChic est créée en 2006 par Liberty Verny et Nathalie Gilier, respectivement président directeur général et directrice générale.

Logo BazarChic depuis 2020

Liberty Verny, entrepreneur, a créé sa première entreprise à l'âge de 20 ans. Après avoir vendu sa société « Victoria » en 2005, SSI de 1 500 salariés, à un groupe international, il fonde BazarChic avec son épouse, Nathalie Gillier, fondatrice de NGR, entreprise spécialisée dans le rachat et la distribution de stocks,.

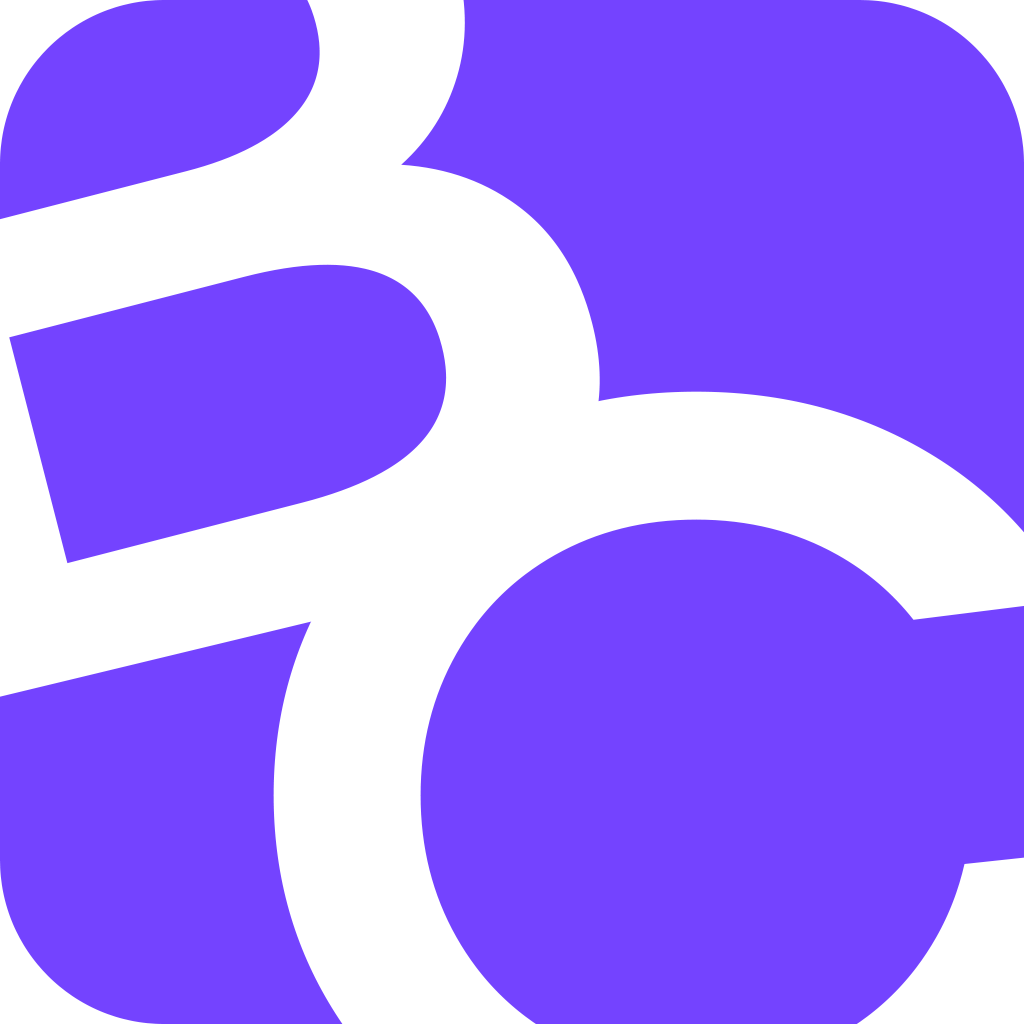
Logo des applications BazarChic

Sur le marché des ventes privées, BazarChic essaye de se différencier de la concurrence (Veepee, Showroomprive.com) par son positionnement affiché comme « tendance et premium ».
En 2007, le groupe Figaro fait son entrée au capital de BazarChic à hauteur de 20 %,, avant d'être rejoint en 2009 par EPF Partners pour accompagner le développement de la société.
La société compte quatre millions de membres en Europe, répartis dans la France métropolitaine et d'outre-mer, la Belgique et le Luxembourg.
En 2016, le Groupe Galeries Lafayette annonce l'acquisition de la société BazarChic, notamment pour améliorer ses services en lignes et ses services de déstockage.
En 2019, Elisabeth Cazorla est nommée directrice générale de BazarChic.
En 2021, BazarChic renouvelle son identité visuelle avec de nouveaux logos et une nouvelle charte graphique, pour une identité plus moderne et plus féminine.

## Fonctionnement
Les sites de ventes privées représentent une alternative pour de nombreuses marques afin d’écouler leurs stocks,. C’est dans ce sens que la société BazarChic intervient auprès de plusieurs marques pour mettre leurs produits en relation avec plusieurs millions de clients inscrits. En 2021, la société regroupe ses deux entrepôts historiques dans un nouvel entrepôt unique de 18 000 mètres carrés situé à Herblay en région parisienne.
Le système de ventes privées, s’il permet d’obtenir des réductions plus importantes, comporte tout de même un désagrément : les délais de livraison, qui peuvent parfois s'élever à plusieurs semaines. BazarChic essaye de remédier à ce problème par l'automatisation de son système logistique. Ainsi, la société est capable d'expédier plus de 100 000 colis par mois, avec des délais de livraison réduits à la suite de l'instauration de la pratique du dropshipping avec les marques partenaires, diminuant ainsi le délai initial d'expédition de 17 jours à seulement 3 jours.

## Diversification

### Voyages
En 2012, Frédéric Savoyen, spécialiste du secteur voyage, rejoint BazarChic pour lancer le site de voyages du groupe : MyTravelChic. MyTravelChic emprunte le même modèle que BazarChic en proposant aux internautes une sélection de voyages. MyTravelChic, rebaptisé idiliz en 2016, propose tout au long de l’année des offres événementielles, mais également un catalogue de produits classés par thématiques toujours dans une logique de prix réduits. Le service est abandonné quelques années plus tard.

### Vins
L'entreprise lance en 2013 sa division vins, Wine Chic, afin d'organiser des ventes privées dans divers domaines, mais également une offre à la carte.

### Maison
En octobre 2013, BazarChic commercialise, au sein d'une division spécialisée, des produits de décoration et plus largement concernant l'univers de la maison, toujours par le principe des ventes privées.